# Sing Sing Death House
Sing Sing Death House es el segundo álbum de estudio de la banda de punk rock The Distillers, lanzado el 6 de junio del 2002 por la discográfica Hellcat Records.

## Lista de canciones
Todas las canciones fueron escritas por Brody Dalle, excepto las indicadas.
1. «Sick of It All» – 3:10
2. «I Am a Revenant» – 3:28
3. «Seneca Falls» – 3:01
4. «The Young Crazed Peeling» – 3:16
5. «Sing Sing Death House» – 1:43
6. «Bullet and the Bullseye» – 1:12
7. «City of Angels» – 3:29
8. «Young Girl» – 2:42
9. «Hate Me» (Dalle, Mazzolla) – 1:10
10. «Desperate» – 1:22
11. «I Understand» – 1:47
12. «Lordy Lordy» – 2:19

## Personal
- Brody Dalle - Guitarra, voz.
- Casper Mazzola - Guitarra, voz.
- Andy Outbreak - Batería.
- Ryan Sinn - Bajo, voz

## Producción
- Productor: The Distillers.
- Ingenieros: Donnell Cameron, Dave Carlock, Kevin Guanieri, Brett Gurewitz.
- Mezclador: Kevin Guarnieri.
- Mezclador: Brett Gurewitz.
- Técnico de batería: Mike Rose.
- Técnico de guitarra: Tony
- Dirección de arte: Brody Dalle, Andy Outbreak.
- Diseño: C.F. Martin, Paul Miner.

## Posicionamiento
Álbum
| Año  | Chart                  | Posición |
| ---- | ---------------------- | -------- |
| 2002 | Top Independent Albums | 29       |